# Baclou
Le baclou (baklou en créole guyanais, aussi appelé gnome visqueux)  est une créature légendaire créole du folklore guyanais.

## Description
Selon la légende, le baclou possèderait une apparence humaine mais aurait une tête de cochon ou de chien et les pieds à l'envers. Selon Marie-Simone Raad, spécialiste de la question identitaire dans les contes et légendes de la Guyane française, il s'agirait d'une « sorte de farfadet visqueux » qui mesurerait moins d'un mètre, ce qui fait souvent dire qu'il a un corps de bébé ou de bambin surmonté d'une tête très laide. Gwénaële Calvès, professeure de droit public à l’université de Cergy-Pontoise ayant réalisé des travaux de recherche sur les discriminations et la laïcité, caractérise le baclou comme étant une «créature humanoïde» qui  ressemblerait aux « korrigans bretons, aux  elfes scandinaves  ou aux djinns du folklore  maghrébin ». Ce petit être pourrait prendre l'apparence d'un enfant ou d'une femme. Le baclou mange, selon la légende, de la chair d'enfant ou d'animaux, peut paraître méchant mais n'effectue que ce que lui demande son propriétaire.
Le baclou accompagnerait souvent son propriétaire. Il vivrait généralement dans une petite bouteille située dans le grenier de celui-ci, mais on pourrait aussi le rencontrer dans les fromagers.
Le propriétaire d'un baclou peut s'en servir pour devenir riche et gagner du pouvoir mais aussi pour nuire à quelqu'un. Quand le propriétaire ne sollicite plus le baclou, celui-ci peut réclamer l'âme d'un membre de la famille ou s'en prendre directement à son ancien propriétaire.
Une personne désirant un baclou pourrait s'en procurer un en couvant un œuf sous son aisselle pendant sept jours ( généralement durant la période de Pâques ) et en récitant des incantations. Après l'avoir couvé, le baclou naîtrait le vendredi saint. Son propriétaire lui imposerait ses règles et en particulier la nourriture qu'il doit manger.
Certaines personnes prétendent qu'il est possible de voir un baclou en se positionnant la nuit sous un manguier ou un fromager et en répétant: "baclou, baclou, baclou!". On pourrait aussi entendre ses pas sur le toit des maisons quand il court.
Selon l'écrivain Élie Stéphenson, le baclou aurait pour origine le golem (créature juive née pour servir son créateur). Ce transfert culturel viendrait selon lui de l'époque esclavagistes, quand des marchands juifs se sont installés en Guyane.

## Imprégnation du mythe dans la société guyanaise
Il existe en Guyane plusieurs expressions liées au baclou. Quand un commerce marche très bien, on dit que le propriétaire "cache un baclou sous la caisse".
Des crises de baclou se produisent dans les établissements scolaires de Guyane, sous forme de crise d'hystérie et/ou de panique contagieuses chez les élèves,,.

## Œuvres
On peut retrouver le personnage du Baclou dans le conte intitulé L’alliance de ma femme est perdue qui raconte l'histoire d'un homme cherchant l'alliance de sa femme qu'elle avait donnée au Baclou après que celui-ci l'avait séduite.
Le nom "Baclou" a aussi été attribué à un projet musical de musique IDM/expérimental/ambient guyanais. Ce projet est disponible sur toutes les plateformes de streaming.
Le personnage du Baclou est aussi représenté dans l'ouvrage de Marie-George Thébia intitulé Bois d'Ebène et autres nouvelles de Guyane.

## Articles similaires
- Mèt-Bwa
- Maskilili